# 274 г. пр.н.е.
274 (двеста седемдесет и четвърта) година преди новата ера (пр.н.е.) е година от доюлианския (Помпилийски) римски календар.

## Събития

### В Римската република
- Консули са Маний Курий Дентат (за III път) и Сервий Корнелий Меренда.
- Потушен е бунт в град Цере, а населението му получава гражданство без право на гласуване (civitas sine suffragio).[1]

### В Гърция
- Пир се завръща у дома след неуспешната си кампания в Италия и нахлува в Македония. Той разбива македонския цар Антигон II Гонат в битка в ждрело на река Аоос и го преследва към вътрешността на царството. Много войници на Антигон го изоставят и се присъединяват към нашественика. Самият македонски цар бяга в Солун, докато Пир установява своя контрол над по-голямата част от Македония и Тесалия.[2]
- Въпреки успеха си Пир не е в състояние да заздрави придобивките си и разграбването на царските гробници в Еге от келтските му наемници, които той оставя за гарнизон в града, обръща настроенията на населението срещу него.[3]

### В Египет
- Магас се обявява за цар в Кирена и сключва съюз със своя тъст Антиох I насочен срещу Птолемей II. Започва Първата сирийска война между Египет и царството на селевкидите.[4]
- Опитите на Магас да нахлуе с армията си от запад в Египет се провалят след като той е принуден да се бори с атаки на номадски племена в тила си. По същото време Птолемей II е зает с потушаването на бунт сред своите наемници, което не му позволява да се заеме сериозно с разбунтувалия се негов полубрат Магас.[4]